# آن-ليز ستيرن
أنّ-ليز ستيرن (بالألمانية: Anne-Lise Stern؛ بالفرنسية: Anne-Lise Stern) هي محللة نفسانية ألمانية وفرنسية، ولدت في 16 يوليو 1921 في برلين في ألمانيا، وتوفيت في 6 مايو 2013 في باريس في فرنسا.